# Volksbank Oberberg
Die Volksbank Oberberg eG ist eine Volksbank mit Sitz in Wiehl im Oberbergischen Kreis in Nordrhein-Westfalen. Zum Geschäftsgebiet der Bank gehören die Gemeinden des südlichen Oberbergischen Kreises, sowie im Nordkreis die Kommunen Radevormwald, Hückeswagen und den Remscheider Stadtteil Bergisch Born. Die Volksbank Oberberg ist nicht zu verwechseln mit der Volksbank Berg, welche ihren Sitz im oberbergischen Wipperfürth hat.

## Geschichte
Am 2. Januar 1870 wurde die Urzelle der heutigen Volksbank Oberberg eG, die Eckenhagener Volksbank eG, gegründet. An der Gründung beteiligten sich 26 Bürger – zwei Lehrer, ein Polizeidiener, ein Arzt, ein Pfarrer, ein Kaufmannsgehilfe, Kaufleute, Landwirte, ein Gerichtsvollzieher, ein Bäcker, ein Sattler und ein Schmied – aus der Gemeinde Eckenhagen. Aufgabe der Bank war die „Beschaffung der in Gewerbe und Wirtschaft der Mitglieder nötigen Geldmittel durch gemeinschaftlichen Betrieb von Bankgeschäften“, wie es in § 1 der Satzung hieß.
Nach Jahrzehnten ungebrochenen Aufschwungs und der Ausdehnung der Genossenschaft über die Kreisstadt Gummersbach hinaus bis nach Engelskirchen im Westen und Wildbergerhütte im Osten schlossen sich ab den 1970er Jahren die Raiffeisenbanken und Volksbanken im Oberbergischen Kreis weitgehend zusammen, um gemeinsam noch besser für die Zukunft gerüstet zu sein. Eine der letzten Fusionen kam 2004 mit der Raiffeisenbank Radevormwald zu Stande.

## Verbundunternehmen
- Bausparkasse Schwäbisch Hall
- DZ HYP
- DZ Bank
- DZ Privatbank
- EasyCredit
- Münchener Hypothekenbank
- R+V Versicherung
- Union Investment
- VR Leasing
- WL-Bank